# سمكة الضفدع العملاق
سمكة الضفدع العملاق، (بالإنجليزية: Giant frog fish)، الاسم العلمي: Antennarius commersoni، هي نوع من الأسماك واسعة المدى الملحي ذات الزعانف الشعاعية التي تعيش في المياه المالحة وتنتمي إلى عائلة Antennariidae، أسماك الضفدع. وتوجد هذه السمكة في منطقة المحيطين الهندي والهادئ.
تم اكتشاف هذه السمكة عام 2005 بالقرب من شواطئ جزر المالديف، ويوجد من هذه السمكة عدة أنواع: Frogfishes - Antennariidae، وتسمى بعدة أسماء: Antennarius commerson, Commerson's Frogfish, Giant Anglerfish, Big Anglerfish, Black Anglerfish, Black Frogfish, Fishing Frogfish.